# Adelaida de Vilich
Adelaida de Vilich (morta a Colònia, 5 de febrer de 1015) fou una noble, religiosa i santa alemanya. La seva festivitat se celebra el 5 de febrer. Era filla del comte de Gueldre Megingoz (ca. 920-1002).
Quan encara era molt jove, entrà al convent de Santa Úrsula de Colònia, sota la regla de Sant Jeroni. Quan els seus pares fundaren el convent de Vilich, davant de la ciutat de Bonn, a la vora del Rin, Adelaida n'esdevingué abadessa i, al cap d'un temps, hi introduí la regla de Sant Benet, que li semblava més estricta que la de Sant Jeroni. La fama de la seva santedat i del do que tenia per fer miracles ben aviat va cridar l'atenció de l'arquebisbe de Colònia, Heribert. El prelat la volia com a abadessa del convent de Santa Maria a la seva ciutat, com a successora de la seva germana Bertha. No obstant això, només amb el mandat de l'emperador Oto III, Adelaida va acceptar la nova dignitat. Això sí, a més d'ostentar el càrrec d'abadessa de Santa Maria, ho continuà sent de Vilich.
Morí al convent de Colònia el 5 de febrer de 1015, però fou enterrada a Vilich, on tradicionalment s'ha celebrat la seva festivitat de forma solemne.